# Liga Meridana de Invierno
La Liga Meridana de Invierno (LMI) es una liga de béisbol profesional. Es un campeonato que se celebra durante el invierno en la ciudad de Mérida, Yucatán, México, en la que participan jugadores de la Liga Mexicana de Béisbol, jugadores locales y novatos.
La temporada regular inicia en el mes de octubre y termina en diciembre, dejando el mes de enero para los play-offs. Actualmente está conformada por 6 equipos. El equipo más ganador del circuito son los Diablos de la Bojórquez con 3 campeonatos. La rivalidad más fuerte que existe en la liga es entre los mismos Diablos de la Bojórquez y Zorros de Pacabtún.

## Historia
La liga inicia en el año de 2010 en la ciudad de Mérida, con el nombre de Liga Meridana de Béisbol.
Algunos de sus fundadores fueron la entonces alcaldesa Angélica Araujo y el director del Instituto del Deporte del Estado de Yucatán, Juan Sosa Puerto.

### Liga Meridana de Béisbol
Los años de 2010 y 2011 se conoce como la primera etapa de la Liga, empezó con el nombre de Meridana de Béisbol, en su primera temporada la liga contó con 6 equipos, Astros de las Comisarías, Constructores de la Dolores Otero, Ángeles de la Francisco I. Madero, Camiones Rojos de la Morelos, Zorros de Pacabtún y Leones Anahuac Mayab de la Bojórquez.
Los primeros partidos de la liga se realizaron los días 17 y 18 de septiembre de 2010.
La temporada de 2010, los campeones fueron los Zorros de Pacabtún al vencer en 2 juegos a los Astros de las Comisarías.
Al año siguiente los campeones serían los ahora Diablos de la Bojórquez contra los mismos Zorros de Pacabtún en 3 juegos.
En 2012 no se efectuaría la liga, debido a la falta de recursos que sufría el Municipio de Mérida.

### Liga Meridana de Invierno
Para 2013 la liga cambia de nombre a Liga Meridana de Invierno y los equipos serían los mismos de las ediciones pasadas, solo que ahora bajo los nombres de Diablos de la Bojórquez (nombre usado desde la temporada de 2011), Senadores de la Morelos, Constructores de Cordemex, Rockies de la Madero, Azulejos de las Comisarías, solo el equipo de Zorros continuaba con el mismo nombre.
Este periodo vive una época de muy buen béisbol, los clubes empezaron a tomar sus nombres actuales y las rivalidades se acrecentaron.
En esta época los equipos contratan a algunos jugadores de la Liga Mexicana de Béisbol, vuelven a escena jugadores inactivos, aparte desde la temporada de 2013 se comenzó a jugar el tradicional Juego de Estrellas.
En la temporada de 2013-14, los Diablos de la Bojórquez, hicieron historia al convertirse en el primer equipo bicampeón de la liga, tras vencer en 2 juegos a los Senadores de la Morelos.
En la temporada 2023-24, los Senadores de la Morelos, consiguieron convertirse en los primeros tricampeones de a Liga Meridana de Invierno, tras derrotar a los Zorros de Pacabtún.  

## Campeones
A continuación se muestran todos los equipos campeones desde la Primera Etapa hasta la actualidad.

### Liga Meridana de Béisbol
A continuación se muestra la tabla de campeones de la primera etapa de la actual Liga Meridana de Invierno.
| Temporada | Equipo Campeón          | Serie | Equipo Subcampeón        | Mánager Campeón |
| 2010      | Zorros de Pacabtún      | 2-0   | Astros de las Comisarías | Roberto Pérez   |
| 2011      | Diablos de la Bojórquez | 2-1   | Zorros de Pacabtún       | José Caballero  |

### Liga Meridana de Invierno
| Temporada | Equipo Campeón                        | Serie                                 | Equipo Subcampeón                     | Mánager Campeón                       |
| 2013-2014 | Diablos de la Bojórquez               | 2-0                                   | Senadores de la Morelos               | José Caballero                        |
| 2014-2015 | Senadores de la Morelos               | 2-0                                   | Constructores de Cordemex             | Deny Tello                            |
| 2015-2016 | Constructores de Cordemex             | 2-0                                   | Senadores de la Morelos               | Henry Ortega                          |
| 2016-2017 | Zorros de Pacabtún                    | 2-1                                   | Azulejos de la Dolores Otero          | José Vargas                           |
| 2017-2018 | Diablos de la Bojórquez               | 2-0                                   | Constructores de Cordemex             | Antonio Aguilera                      |
| 2018-2019 | Senadores de la Morelos               | 2-0                                   | Zorros de Pacabtún                    | José Caballero                        |
| 2019-2020 | Azulejos de la Dolores Otero          | 2-1                                   | Senadores de la Morelos               | Oswaldo Verdugo                       |
| 2020-2021 | No disputado por la Pandemia COVID-19 | No disputado por la Pandemia COVID-19 | No disputado por la Pandemia COVID-19 | No disputado por la Pandemia COVID-19 |
| 2021-2022 | No disputado por la Pandemia COVID-19 | No disputado por la Pandemia COVID-19 | No disputado por la Pandemia COVID-19 | No disputado por la Pandemia COVID-19 |
| 2022-2023 | Senadores de la Morelos               | 2-1                                   | Bravos de Chicxulub                   | José Caballero                        |
| 2023-2024 | Senadores de la Morelos               | 2-0                                   | Zorros de Pacabtún                    | José Caballero                        |
| 2024-2025 | Senadores de la Morelos               | 2-0                                   | Zorros de Pacabtún                    | José Caballero                        |

### Campeonatos por Club
| Equipo                        | Títulos | Subtítulos | Años de Campeonato           |
| ----------------------------- | ------- | ---------- | ---------------------------- |
| Diablos de la Bojórquez       | 3       | 0          | 2011, 2014, 2017             |
| Zorros de Pacabtún            | 2       | 2          | 2010, 2016                   |
| Senadores de la Morelos       | 5       | 3          | 2015, 2019, 2023, 2024, 2025 |
| Constructores de Cordemex     | 1       | 2          | 2016                         |
| Azulejos de la Dolores Otero* | 1       | 2          | 2020                         |

*  El subcampeonato de 2010 lo consiguieron bajo el nombre de Astros de las Comisarías.